# 博尔斯滕多夫
博尔斯滕多夫是德国萨克森州的一个市镇。总面积14.52平方公里，总人口1373人，其中男性663人，女性710人（2011年12月31日），人口密度95人/平方公里。